# When Johnny Comes Marching Home

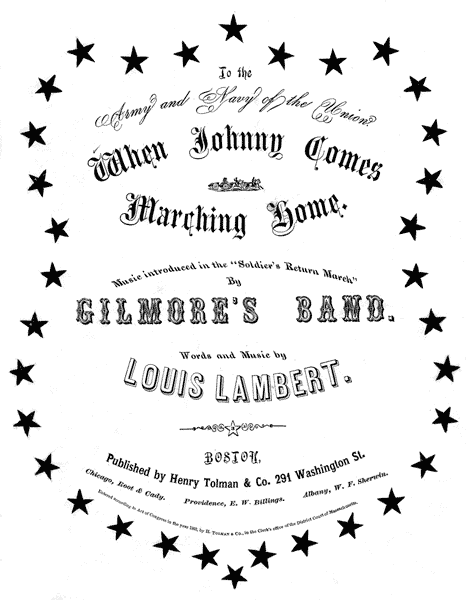
Couverture de la partition, 1863.

When Johnny Comes Marching Home (ou When Johnny Comes Marching Home Again) est une chanson populaire américaine datant de la guerre de Sécession qui exprime le désir des populations de voir s'achever la guerre afin de retrouver leurs familles et leurs amis. Elle fut écrite par Patrick Gilmore en 1863 et publiée sous le pseudonyme de Louis Lambert.

## Genèse
La mélodie est reprise de Johnny, I Hardly Knew Ya, une chanson populaire irlandaise antiguerre datant vraisemblablement du début du XIXe siècle. L'origine exacte de cette chanson reste toutefois incertaine.

## Description

### Paroles
Les paroles de la version When Johnny Comes Marching Home sont dues à Patrick Gilmore, un compositeur et chef de fanfare d'origine irlandaise qui vécut aux États-Unis après 1848. Il les écrivit lors de la guerre de Sécession, alors qu'il servait dans l'armée de l'Union. La chanson est probablement dédiée à sa sœur Annie Gilmore qui priait pour voir revenir sain et sauf de la guerre son fiancé John O'Rourke, capitaine d'artillerie légère de l'Union. Cette chanson était chantée aussi bien par les civils attendant le retour de leurs proches partis combattre que par les soldats des deux camps. Bien que nettement plus héroïque que le chant d'origine, Johnny, I Hardly Knew Ya, les paroles ne sont pas bellicistes, mais elles mettent l'accent sur la joie du retour au foyer.
| Paroles en anglais | Traduction |
| Première strophe | Première strophe |
| --- | --- |
| When Johnny comes marching home again Hurrah ! Hurrah ! We'll give him a hearty welcome then Hurrah ! Hurrah ! The men will cheer and the boys will shout The ladies they will all turn out And we'll all feel gay When Johnny comes marching home. | Quand Johnny rentrera à la maison Hourra ! Hourra ! Nous lui réserverons alors un accueil chaleureux Hourra ! Hourra ! Les hommes applaudiront et les garçons crieront Les dames qui se révèleront Et nous nous sentirons tous heureux Quand Johnny rentrera à la maison.                   |
| Seconde strophe | |
| The old church bell will peal with joy Hurrah ! Hurrah ! To welcome home our darling boy, Hurrah ! Hurrah ! The village lads and lassies say With roses they will strew the way, And we'll all feel gay When Johnny comes marching home.            | La vieille cloche de l’église sonnera de joie Hourra ! Hourra ! Pour accueillir à la maison notre garçon chéri, Hourra ! Hourra ! Les garçons et les filles du village disent Avec des roses, ils parsèment le chemin, Et nous nous sentirons tous heureux Quand Johnny rentre à la maison. |
| Troisième strophe | |
| Get ready for the Jubilee, Hurrah ! Hurrah ! We'll give the hero three times three, Hurrah ! Hurrah ! The laurel wreath is ready now To place upon his loyal brow And we'll all feel gay When Johnny comes marching home.                           | Préparez-vous pour le Jubilé, Hourra ! Hourra ! Nous donnerons au héros trois fois trois, Hourra ! Hourra ! La couronne de laurier est prête maintenant à être placée sur son front loyal Et nous nous sentirons tous heureux Quand Johnny rentre à la maison.                              |
| Quatrième strophe | |
| Let love and friendship on that day, Hurrah ! hurrah ! Their choicest pleasures then display, Hurrah, hurrah ! And let each one perform some part, To fill with joy the warrior's heart, And we'll all feel gay When Johnny comes marching home.    | Que l’amour et l’amitié ce jour-là, Hourra ! hourra ! Leurs plaisirs les plus prisés se manifestent alors, Hourra ! hourra ! Et que chacun accomplisse quelque rôle, Pour remplir de joie le cœur du guerrier, Et nous nous sentirons tous heureux Quand Johnny rentre à la maison.         |

## Reprises
De nombreuses variations de la chanson sont apparues depuis sa sortie en 1863, tant dans les paroles que dans la mélodie.
- Un an après When Johnny Comes Marching Home, la chanson For Bales reprend le même thème musical. Elle est utilisée par les Confédérés pour parodier la tendance présumée au pillage de certains soldats de l'Union.
- Une variante intitulée When Tommy Comes Marching Home date de la Première Guerre mondiale.
- The Ants Go Marching est une chanson enfantine sur le même thème.
- En 1964, Ils sont partis, par la chanteuse Dalida, reprend la mélodie.
- English Civil War est une chanson de 1979 du groupe punk-rock The Clash reprenant la mélodie avec d'autres paroles.
- En 1983-84, le groupe de punk français Bérurier Noir reprend la mélodie sur le morceau Johnny revient de la guerre (instrumental) issu de l'album Macadam Massacre.
- Civil War (1990) du groupe de hard rock américain Guns N' Roses. Le chanteur Axl Rose siffle brièvement une adaptation de la mélodie au début.
- Le titre controversé French Power du groupe French Gabber Team reprend également la mélodie dans les années 2000.
- Vers 2008, Verkko Heiluu du groupe de metal finlandais Turmion Kätilöt reprend, elle aussi, le même air.
- En 2007, le groupe américain Dropkick Murphys reprend la chanson irlandaise originale du XIXe, Johnny, I Hardly Knew Ya.
- Le chant facultaire du Comité de Baptême Informatique de l'ULg est repris sur cet air.
- Le chant facultaire du Cercle Polytechnique de l'Université libre de Bruxelles l'est également.
- Les étudiants faluchards de sciences d'Amiens en France ont utilisé cet air pour leur "Hymne Sciences".
- Un chant des supporters de Manchester United pour John O'Shea, chanté bien avant que Torres ne porte le maillot de Liverpool.
- Un chant des supporters du Liverpool FC à l'encontre de Fernando Torres lorsqu'il portait le maillot du club.
- L'hymne officiel du Stade Malherbe de Caen depuis octobre 2010.
- Le chant du 54e régiment de transmissions "Les traqueurs d'ondes" est basé sur cette mélodie.
- Les méchants baptisés est le chant proposé au 39e festival de la chanson estudiantine par la Faculté polytechnique de Mons.
- Nos pères les Gaulois le chant régimentaire du 92e Régiment d'infanterie - régiment d'Auvergne - (Clermont-Ferrand) est basé sur cette mélodie.
- En 2011, le groupe folk punk The Dreadnoughts reprennent également la mélodie avec leur chanson The Cruel Wars, dans l'album Uncle Touchy Goes To College.
- En 2016, le chanteur britannique Peter Doherty reprend brièvement la mélodie dans sa chanson I Don't Love Anyone (but You're Not Just Anyone), issue de l'album Hamburg Demonstrations.

### Cinéma
La chanson, ou simplement la mélodie de When Johnny Comes Marching Home ont souvent été utilisées au cinéma, on les retrouve par exemple dans la bande son de :
- Autant en emporte le vent (1939), jouée par un groupe dans une scène qui se déroule à Atlanta ;
- Le Dictateur (1940) ;
- La Peine du talion (1948) ;
- Stalag 17 (1953), chantée par les prisonniers de guerre américains ;
- Les Cavaliers (1959) ;
- How The West Was Won (1962) ;
- Docteur Folamour (1964), tout au long du film, le vol du B52 est accompagné de ce thème, décliné en plusieurs variations ;
- Chaplin (film, 1992), elle est jouée dans une scène par des musiciens ;
- Die Hard : Une journée en enfer (1995), notamment lors de la scène de l'attaque de la banque ou lors du générique de fin ;
- Fourmiz (1998), version The Ants Go Marching ;
- Snow, sex & sun (2002) ;
- Black Lagoon  (2010) ;
- Jonah hex (2010), sifflé par un bandit lors de l'attaque d'un train ;
- Girls und Panzer der Film (2015), lors de l'apparition du char super-lourd T28 ;

### Autres utilisations
- Le champion de MMA Sean Strickland rentre toujours sur cette mélodie avant ses combats.